# Episodi di Buffy l'ammazzavampiri (quarta stagione)
La quarta stagione della serie televisiva Buffy l'ammazzavampiri, composta da 22 episodi, è andata originariamente in onda dal 5 ottobre 1999 al 23 maggio 2000 sul canale The WB.
| nº | Titolo originale          | Titolo italiano             | Prima TV USA     | Prima TV Italia |
| -- | ------------------------- | --------------------------- | ---------------- | --------------- |
| 1  | The Freshman              | La matricola                | 5 ottobre 1999   | 29 marzo 2001   |
| 2  | Living Conditions         | Fuga dall'oltretomba        | 12 ottobre 1999  | 29 marzo 2001   |
| 3  | The Harsh Light of Day    | L'accecante luce del giorno | 19 ottobre 1999  | 30 marzo 2001   |
| 4  | Fear, Itself              | Il sapore del terrore       | 26 ottobre 1999  | 30 marzo 2001   |
| 5  | Beer Bad                  | Birra stregata              | 2 novembre 1999  | 2 aprile 2001   |
| 6  | Wild at Heart             | Lupi mannari                | 9 novembre 1999  | 3 aprile 2001   |
| 7  | The Initiative            | Le pattuglie della notte    | 16 novembre 1999 | 4 aprile 2001   |
| 8  | Pangs                     | Crampi                      | 23 novembre 1999 | 5 aprile 2001   |
| 9  | Something Blue            | Qualcosa di blu             | 30 novembre 1999 | 6 aprile 2001   |
| 10 | Hush                      | L'urlo che uccide           | 14 dicembre 1999 | 9 aprile 2001   |
| 11 | Doomed                    | La fine del mondo           | 18 gennaio 2000  | 10 aprile 2001  |
| 12 | A New Man                 | Un uomo nuovo               | 25 gennaio 2000  | 11 aprile 2001  |
| 13 | The I in Team             | Il tranello                 | 8 febbraio 2000  | 17 aprile 2001  |
| 14 | Goodbye Iowa              | La fabbrica dei mostri      | 15 febbraio 2000 | 18 aprile 2001  |
| 15 | This Year's Girl          | La ragazza dell'anno        | 22 febbraio 2000 | 19 aprile 2001  |
| 16 | Who Are You?              | Chi sei?                    | 29 febbraio 2000 | 20 aprile 2001  |
| 17 | Superstar                 | Superstar                   | 4 aprile 2000    | 23 aprile 2001  |
| 18 | Where the Wild Things Are | La casa stregata            | 25 aprile 2000   | 24 aprile 2001  |
| 19 | New Moon Rising           | Luna nuova                  | 2 maggio 2000    | 30 luglio 2004  |
| 20 | The Yoko Factor           | Il seme della discordia     | 9 maggio 2000    | 25 aprile 2001  |
| 21 | Primeval                  | Forza primordiale           | 16 maggio 2000   | 26 aprile 2001  |
| 22 | Restless                  | Sonni agitati               | 23 maggio 2000   | 27 aprile 2001  |

- Interpreti principali: Sarah Michelle Gellar (Buffy Summers), Nicholas Brendon (Xander Harris), Alyson Hannigan (Willow Rosenberg), episodi 1-6 Seth Green (Oz), episodi 11-22 Marc Blucas (Riley), episodi 7-22 James Marsters (Spike) e Anthony Stewart Head (Rupert Giles)

## La matricola
- Titolo originale: The Freshman
- Diretto da: Joss Whedon
- Scritto da: Joss Whedon

### Trama
Dopo le vacanze estive, è il momento di iniziare una nuova vita al College. Buffy, Willow e Oz si iscrivono all'University of California Sunnydale. Buffy conosce Riley Finn, studente e assistente della professoressa della facoltà di psicologia Maggie Walsh, insegnante estremamente stimata. Si iscrive con Willow al suo corso.
Xander ha viaggiato a Oxnard lavorando in un locale notturno per sole donne e ora è tornato a Sunnydale, per vivere nella casa dei propri genitori. Buffy divide la propria camera di dormitorio con Kathy, inoltre fa amicizia con un ragazzo di nome Eddie, ma il giorno dopo scopre che quest'ultimo ha lasciato l'università, poiché la sua roba è sparita. Scopre che Eddie ora è un vampiro e lo uccide.
La Cacciatrice chiede aiuto a Giles, ma ora che lui è rimasto disoccupato, spiega alla sua ex protetta che deve imparare a cavarsela da sola. La ragazza scopre che a trasformare Eddie in un vampiro è stato un gruppo capeggiato da Sunday, la quale sfida Buffy, riuscendo a batterla e rivelandosi una vampira piuttosto forte. Buffy fugge, ma inizia a indagare con Xander scoprendo che da anni il gruppo di Sunday rapisce le giovani matricole per trasformarle in vampiri. Convincono tutti che le loro vittime si sono semplicemente ritirate dall'università, e gli rubano tutto il vestiario per utilizzarlo nel loro covo.
Sunday e i suoi vampiri rubano anche l'abbigliamento di Buffy. Si tratta di un avvertimento: sarà lei la prossima a morire. Invece, Buffy, Oz, Willow e Xander si recano nel loro covo e li uccidono tutti. Sunday distrugge l'ombrello che i compagni di liceo di Buffy le avevano regalato la sera del ballo di fine anno, lei si arrabbia e uccide la vampira. Uno degli altri riesce a fuggire dal covo, ma viene catturato da tre ragazzi con divisa militare.
- Altri interpreti: Kristine Sutherland (Joyce Summers), Marc Blucas (Riley Finn), Dagney Kerr (Kathy Newman), Pedro Pascal (Eddie), Katharine Towne (Sunday), Lindsay Crouse (Prof. Maggie Walsh), Walter Borchert (Nuovo vampiro), Robert Catrini (Prof. Riegert), Jason Christopher (Ragazzo poco serio), Angie Hart (Sé stessa), Shannon Hillary (Dav), Mace Lombard (Tom), Phina Oruche (Olivia), Evie Peck (Ragazza arrabbiata), Mike Rad (Rookie), Anil Raman (Compare ansioso), Scott Rinker (R.A.), Denice J. Sealy (Studente volontario), Marc Silverberg (Studente di passaggio), Jane Silvia (Donna conservatrice), Maxime Brulein (Studente del College [non accreditato]), Heath Castor (Studente psichico [non accreditato]), Lathan Crowe (Studente del College [non accreditato]), Melik (Brian [non accreditato])
- Musiche:
  - quando Buffy entra nell'appartamento di Giles si sente Memory of a Free Festival di David Bowie;
- Curiosità: Quando Buffy va a casa di sua madre sente il telefono suonare ma quando risponde non si sente la voce di nessuno dall'altra parte della linea, la chiamata era stata fatta da Angel nell'episodio pilota dello spin-off dove Angel non ha avuto però il coraggio di parlarle.

## Fuga dall'oltretomba
- Titolo originale: Living Conditions
- Diretto da: David Grossman
- Scritto da: Marti Noxon

### Trama
Buffy non sopporta la sua compagna di stanza Kathy. Quest'ultima è decisamente sospettosa, soprattutto vedendo uscire Buffy tutte le notti. Una sera decide di seguirla e si trova coinvolta in un attacco da parte di un demone. Buffy lo affronta, ma il demone fugge. Successivamente, la tensione tra Kathy e Buffy diventa insostenibile: si fanno dispetti a vicenda e tutto peggiora quando Buffy inizia ad avere strani sogni. Intanto, due demoni incappucciati iniziano a sorvegliare le due ragazze e invocano un loro simile, chiamato Taparrich.
La gang teme che Buffy sia diventata paranoica a causa dell'ostilità che nutre per Kathy, tanto che arriva a sospettare che Kathy sia un demone. 
Intanto, mentre cammina nel cortile del College, Oz incrocia una ragazza di nome Veruca; quando i due incrociano i loro sguardi, avvertono una sorta di attrazione. 
Il timore degli amici di Buffy è che il demone che l'aveva attaccata possa in qualche modo averla resa folle. Tentano persino di catturarla, ma lei non si fa prendere. Quando torna nella sua camera al dormitorio, inizia a litigare ferocemente con Kathy, finché la Cacciatrice arriva a strapparle la faccia, vedendo confermati i suoi sospetti: Kathy è un demone. Giles infatti scopre che Buffy sognava un rituale volto a rubare l'anima degli uomini, tipico dei demoni Mok'tagar che arrivano da un altro piano dimensionale.
Kathy attacca Buffy, rivelandole che è fuggita dalla propria dimensione. I Mok'tagar le danno la caccia: essendo privi di un'anima possono percepire l'essenza degli altri Mok'tagar, per cui Kathy vuole quella di Buffy per poter continuare a nascondersi dai suoi simili. Con un incantesimo, tuttavia, Giles e Willow le impediscono di rubare l'anima a Buffy. Fa la sua comparsa Taparrich, il padre di Kathy, che la costringe a tornare con lui nella propria dimensione. Dopo quanto accaduto, Willow diventa la nuova compagna di stanza di Buffy.
- Altri interpreti: Dagney Kerr (Kathy Newman), Adam Kaufman (Parker Abrams), Clayton J. Barber (Demone #1), Walter Borchert (Demone #2), Roger W. Morrissey (Tapparich), David Tuchman (Studente del primo anno), Heath Castor (Studente psichico [non accreditato]), Paige Moss (Veruca [non accreditato]), Scott L. Schwartz (Demone [non accreditato])
- Musiche:
  - La canzone, che Kathy ascolta sempre, è Believe di Cher
  - mentre Willow appende il suo poster si sente Pain di Four Star Mary.

## L'accecante luce del giorno
- Titolo originale: The Harsh Light of Day
- Diretto da: James A. Contner
- Scritto da: Jane Espenson

### Trama
Willow e Oz incontrano Harmony, la loro vecchia compagna di scuola, scoprendo che è diventata un vampiro; cerca di aggredirli, ma loro riescono ad allontanarla. Intanto, Buffy inizia a frequentare Parker, un suo compagno di corso all'università, e durante una festa incontrano Harmony in compagnia di Spike: i due stanno insieme, e lui è tornato a Sunnydale dopo che Drusilla lo ha lasciato un'altra volta. Harmony, in maniera avventata, rivela che ciò che bramano è la Gemma di Amara, poi i due scappano evitando di battersi con la Cacciatrice.
Giles spiega a Buffy che la Gemma di Amara era considerata una leggenda; nel X secolo i vampiri la cercarono, ma senza risultati. Anya torna da Xander e gli si mostra totalmente nuda, chiedendogli di iniziare una relazione basata principalmente sul sesso. Quando frequentava il liceo si era infatuata di lui e pensa che questo sia il modo migliore per dimenticarlo, e per smettere di pensarci. 
Buffy trascorre la notte a fare l'amore con Parker. Il mattino dopo, i due pianificano di trascorrere la giornata insieme, ma per tutto il giorno Parker non si fa sentire e sembra ignorarla.
Spike dirige degli scavi perché, secondo i suoi calcoli, la Gemma di Amara si trova in una cripta nel sottosuolo di Sunnydale. Lui e i suoi vampiri riescono a trovare molti gioielli, tanto che, quando Harmony si infila un anello al dito, la gemma incastonata si rivela essere la tanto agognata Gemma di Amara.
Per Anya non è stato sufficiente fare del sesso con Xander per dimenticarlo, ma lui non può prestarle attenzione perché la sua priorità è fermare Spike.
Buffy vede Parker in compagnia di un'altra ragazza e chiede delle spiegazioni. Lui cerca di farle capire che, pur essendosi divertito a fare sesso con lei, non cerca relazioni impegnative. Buffy ci resta molto male e, quando si trova sola, con sorpresa appare Spike alla luce del sole. Il vampiro la attacca: con l'anello al dito, la Gemma di Amara lo priva di tutte le debolezze tipiche dei vampiri e adesso ucciderlo risulta impossibile. Buffy lo affronta, ma Spike ha la meglio su di lei. Interviene Xander che cerca di fermarlo, ma lui lo mette al tappeto. Il vampiro, che aveva assistito alla conversazione tra Parker e Buffy, si diverte a deridere quest'ultima per essersi fatta sedurre con tanta facilità. Buffy, davanti alle sue provocazioni, si inferocisce, attacca Spike e riesce a sfilargli l'anello dal dito. Senza la Gemma di Amara, Spike è nuovamente vulnerabile alla luce del sole e fugge per non morire bruciato.
Dato che Oz ha in programma una tournée con la propria band a Los Angeles, ne approfitta per portare la Gemma di Amara con sé per consegnarla ad Angel, perché Buffy desidera che sia lui a possederla.
- Altri interpreti: Emma Caulfield (Anya Jenkins), James Marsters (Spike), Mercedes McNab (Harmony Kendall), Adam Kaufman (Parker Abrams), Jason Hall (Devon MacLeish), Melik Malkasian (Brian), Casey McFadden (Ragazzo della confraternita [non accreditato]), Bif Naked (Cantante principale [non accreditato])
- Musiche:
  - quando Buffy guarda Spike e Harmony alla festa e poi di nuovo quando Spike entra nella cripta si sente It's Over, It's Under dei Dollshead
  - quando Spike e Harmony vanno sul letto si sente Faith In Love dei Devil Doll.

## Il sapore del terrore
- Titolo originale: Fear, Itself
- Diretto da: Tucker Gates
- Scritto da: David Fury

### Trama
Buffy è giù di morale dopo quello che è accaduto con Parker; anche i suoi voti stanno peggiorando, tanto da guadagnarsi un rimprovero da parte di Riley e Walsh. È la notte di Halloween, perciò Buffy decide di andare a una festa universitaria organizzata da Josh e Chaz. I due, nella sede della confraternita dove si terrà la festa, per preparare il locale disegnano sulla soffitta un cerchio mistico tratto da un libro. Oz li aiuta con l'allestimento, ma accidentalmente si ferisce alla mano mentre monta l'impianto acustico. Una goccia del suo sangue finisce sul simbolo disegnato da Josh e Chaz, attivando involontariamente un potere oscuro. 
Buffy, vestita da Cappuccetto Rosso, Willow da Giovanna d'Arco, Oz da Dio e Xander da James Bond, si recano alla festa. A loro insaputa, una forza maligna si impossessa dell'edificio. Josh prova a scappare, ma muore cadendo dalle scale. Anya, che si è travestita da coniglio ed è arrivata a festa iniziata, rimane all'esterno dell'edificio e vede le finestre e la porta svanire, come se l'edificio stesso non desiderasse intrusi. La ragazza va a casa di Giles per spiegargli che i loro amici si trovano in pericolo.
Accompagnato da Anya, Giles raggiunge la sede della confraternita e con una motosega si apre un passaggio sul muro di legno, per entrare nell'edificio e raggiungere gli altri. Willow trova il libro dal quale Josh e Chaz avevano preso spunto per disegnare il simbolo; scoprono che il simbolo evoca Gachnar, il demone della paura, di conseguenza Buffy lo distrugge pensando che avrebbe eliminato il potere di Gachnar. In realtà, ciò permette al demone di accedere al loro mondo nella sua forma fisica. Gachnar, tuttavia, si rivela essere un demone di piccolissime dimensioni, tanto che Buffy lo può eliminare schiacciandolo con il piede.
- Altri interpreti: Emma Caulfield (Anya Jenkins), Kristine Sutherland (Joyce Summers), Marc Blucas (Riley Finn), Adam Kaufman (Parker Abrams), Lindsay Crouse (Prof. Maggie Walsh), Adam Bitterman (Gachnar), Adam Grimes (Ragazzo lobster), Aldis Hodge (Teenager mascherato), Walter Emanuel Jones (Edward), Darris Love (Hallmate), Michele Nordin (Rachel), Larissa Reynolds (Ragazza omaggio), Marc Rose (Josh), Sulo Williams (Chaz), Lathan Crowe (Commando #1 [non accreditato]), Ryan Preimesberger (Lupo mannaro [non accreditato])
- Musiche:
  - mentre i ragazzi si preparano per la festa si sente la canzone Kool dei 28 Days
  - quando i ragazzi arrivano alla festa si sente Ow Ow Ow dei Third Grade Teacher.

## Birra stregata
- Titolo originale: Beer Bad
- Diretto da: David Solomon
- Scritto da: Tracey Forbes

### Trama
Xander trova lavoro in un bar frequentato dai ragazzi dell'università, intanto Buffy continua a desiderare Parker, ingenuamente crede che lui riconsidererà i propri sentimenti nei confronti della ragazza, tuttavia Riley è costretto a disilluderla, le rivela infatti che Parker è solo un playboy, ogni volta che va a letto con una ragazza passa a quella successiva.
Willow e Oz assistono a un concerto, a esibirsi è Veruca, per qualche strano motivo Oz non può fare a meno di provare un'insolita attrazione per lei, cosa che non è sfuggita a Willow la quale è decisamente a disagio. Buffy, e altri studenti dell'università, vanno al bar dove lavora Xander e bevendo molta birra iniziano a comportarsi come dei primitivi, diventano infatti violenti e spericolati.
Willow si confronta con Parker accusandolo di aver trattato male Buffy, ma lui non intende giustificarsi, quella che ha vissuto con Buffy è stata solo una notte di sesso, non prova niente per lei ritenendo che l'intimità fisica e i sentimenti non sono sempre complementari, addirittura tenta persino di sedurre Willow. Intanto Xander scopre che Jack, il proprietario del bar, ha alterato la Black Frost, la birra servita agli studenti dell'università, è quella che li induce a comportarsi così, voleva solo fare uno scherzo agli studenti e comunque l'effetto durerà solo pochi giorni.
I ragazzi, comportandosi come dei cavernicolo, mettono in pericolo Parker e Willow, quest'ultima riesce a mettersi in salvo, mentre Buffy (che ha conservato parzialmente la propria razionalità) salva Parker. Il ragazzo ringrazia sentitamente Buffy per averlo aiutato, ma lei gli fa perdere i sensi colpendolo con un bastone in testa.
- Altri interpreti: Marc Blucas (Riley Finn), Adam Kaufman (Parker Abrams), Paige Moss (Veruca), Eric Matheny (Colm), Steven M. Porter (Jack), Lindsay Crouse (Prof. Maggie Walsh), Patrick Belton (Ragazzino del college #1), Cameron Bender (Tagliapietre), Bryan Cuprill (Roy), Steven Jang (Ragazzino del college #3), Lisa Johnson (Paula), Kate Luhr (Giovane donna), Kal Penn (Hunt), Jake Phillips (Kip), Kaycee Shank (Ragazzino del college #2), Joshua Wheeler (Autista), Michael Beardsley (Studente dell'UC Sunnydale [non accreditato]), Heath Castor (Studente [non accreditato])
- Musiche:
  - quando Buffy incontra Riley al bar si sente Perfect Again di Lauren Christy
  - al Bronze sta suonando il gruppo di Varuca, gli Sky, in realtà la canzone che si sente è Overfire dei THC
  - mentre Willow parla a Parker si sente Wonderland dei Collapsis.

## Lupi mannari
- Titolo originale: Wild at Heart
- Diretto da: David Grossman
- Scritto da: Marti Noxon

### Trama
Walsh è soddisfatta dato che la media scolastica di Buffy è molto migliorata, tra l'altro Spike è ancora in agguato, lui mira ad attaccare Buffy, ma il vampiro viene catturato da un gruppo di militari. Oz assiste a un altro concerto di Veruca la quale si mette a cantare, sia Buffy che Willow hanno notato che il ragazzo è attratto dalla giovane cantante.
Sono iniziate le tre notti di plenilunio, durante la prima Oz si chiude in una gabbia, ma una volta trasformato in lupo riesce a sfondarla, si aggira per le strade e incrocia Walsh, tenta di aggredirla ma arriva un altro licantropo e i due finiscono con l'avere un rapporto sessuale mentre Walsh scappa via. Il mattino successivo Oz e l'altro licantropo tornano umani e il ragazzo scopre che il secondo lupo mannaro è Veruca. Quest'ultima aveva capito che Oz l'aveva identificata come un suo simile già al loro primo incontro, questo spiega l'attrazione nei suoi confronti.
Veruca è molto diversa da Oz, lei adora essere un lupo mannaro, durante la trasformazione non si cura di uccidere gli altri, addirittura contrariamente a Oz lei preserva tutti i ricordi di quando si trasforma. Veruca lo accusa di peccare di ingenuità perché egli si illude che la sua natura di licantropo sia circoscritta solo nelle notti di luna piena quando si trasforma, ma in realtà essa è parte di lui anche quando è umano. Quando Buffy scopre da Walsh che due animali avevano tentato di aggredirla, capisce che si tratta di due licantropi, intuisce che uno dei due è Oz, chiedendo all'amico se conosce l'identità del secondo lupo mannaro, ma Oz mente affermando che non ne ha idea.
Willow nota il cambiamento di Oz, prova a fare l'amore con lui ma Oz la rifiuta. Quest'ultimo rinforza la gabbia e chiede a Veruca di raggiungerlo invitandola a passare la notte con lui, in questo modo rimanendo insieme in gabbia non faranno danno. Veruca in realtà ha capito che quello di Oz è solo un pretesto per stare con lei, Oz la bacia e si chiude nella gabbia con Veruca, i due si trasformano in licantropi finendo con l'avere un altro rapporto sessuale. Il mattino dopo Willow va a trovare Oz, vedendo lui e Veruca senza vestiti, sconcertata scopre che Oz l'ha tradita. Oz è mortificato mentre Veruca è decisamente soddisfatta nel vedere Willow ferita e umiliata. Willow accusa Oz di ipocrisia, perché se desiderava realmente impedire a Veruca di fare danni avrebbe potuto dire la verità ai suoi amici in modo da trovare insieme una soluzione, ma ha taciuto perché desiderava averla tutta per sé.
Willow, sconvolta, attraversa la strada rischiando di farsi investire da un'auto, fortunatamente Riley la salva appena in tempo. Willow decide di usare la magia nera e di maledire Oz e Veruca, ma non trova il coraggio di farlo. Sta per calare il sole, Veruca decide di uccidere Willow e si trasforma in un lupo mannaro, ma Oz la protegge e trasformandosi pure lui in un licantropo, combatte contro Veruca uccidendola, tuttavia tenta di aggredire Willow ma interviene Buffy che sparandogli un tranquillante lo mette fuori combattimento.
Oz decide di lasciare Sunnydale, ammette che Willow è la sola ragazza che abbia mai amato ma ora ha capito che Veruca aveva ragione, l'essenza del lupo mannaro è radicata in lui e deve capire come controllarla. 
- Altri interpreti: James Marsters (Spike), Marc Blucas (Riley Finn), Paige Moss (Veruca), Lindsay Crouse (Prof. Maggie Walsh)

## Le pattuglie della notte
- Titolo originale: The Initiative
- Diretto da: James A. Contner
- Scritto da: Douglas Petrie

### Trama
Riley cerca di negarlo, ma Buffy inizia a piacerle, cosa che viene notata anche dai suoi amici Forrest e Graham, addirittura quando sente Parker parlare male di lei dopo che l'aveva sedotta, Riley lo colpisce con un pugno. Riley chiede persino dei consigli a Willow sperando di fare colpo su Buffy, ma la sua goffaggine non gli consente di raggiungere il proprio obiettivo.
Riley, Forrest e Graham sono segretamente dei soldati che lavorano nel Commando, mentre Walsh lavora nell'equipe di ricerca: catturano i demoni che loro chiamano "ostili" e li portano nella loro base militare in modo da studiarli. Spike già da tempo è prigioniero del Commando, riesce però a fuggire dalla propria cella con l'astuzia, e si ricongiunge con Harmony. Walsh ordina la cattura di Spike, di conseguenza Riley si assume la responsabilità di coordinare l'operazione di ricerca a cattura.
Spike è ancora ossessionato dall'obiettivo di uccidere Buffy, entra nella camera del suo dormitorio dove lì c'è una Willow indifesa, a quel punto il vampiro prova a ucciderla ma non riesce a farle del male, quando ci prova avverte un'insopportabile dolore alla testa. Intervengono Riley e i suoi uomini che tentano di catturarlo, ma l'intervento di Buffy (che affronta il gruppo militare) permette a Spike di darsi alla fuga.
- Altri interpreti: Marc Blucas (Riley Finn), Mercedes McNab (Harmony Kendall), Adam Kaufman (Parker Abrams), Bailey Chase (Graham Miller), Leonard Roberts (Forrest Gates), Lindsay Crouse (Prof. Maggie Walsh), Mace Lombard (Tom), Scott Becker (Studente sperduto), Lathan Crowe (Commando #1 [non accreditato])
- Musiche:
  - Quando Buffy e Willow arrivano alla festa si sente Bodyrock di Moby;

## Crampi
- Titolo originale: Pangs
- Diretto da: Michael Lange
- Scritto da: Jane Espenson

### Trama
Buffy, Anya e Willow assistono all'inaugurazione dei lavori per la progettazione di un nuovo dipartimento dell'università, Xander lavora nell'impresa edile che si occuperà dei lavori di costruzione. Durante alcuni scavi Xander cade in una vecchia Missione Chumach, provocando il risveglio degli spiriti pellerossa.
Buffy si appresta a preparare una bella cena per il Giorno del Ringraziamento che festeggeranno a casa di Giles. Nel frattempo Angel arriva a Sunnydale per proteggere Buffy dal pericolo. Il suo amico Doyle infatti ha avuto una visione in cui la vedeva in pericolo per via degli spiriti dei pellerossa, che uccidono la direttrice della facoltà che aveva autorizzato i lavori di costruzione e anche un sacerdote. 
Angel preferisce avvalersi dell'aiuto di Giles, Anya, Willow e Xander, infatti vuole tenere Buffy all'oscuro del suo temporaneo ritorno. Gli spiriti dei pellerossa fanno ammalare Xander di sifilide per punirlo di aver interrotto il loro sonno. Spike viene cacciato via da Harmony, dunque senza il proprio covo va a casa di Giles, infatti è talmente disperato da chiedere il loro aiuto.
Dal momento che Spike è indifeso lo legano a una sedia, intanto Angel aiuta Xander, Willow e Anya a proteggere dai pellerossa il rettore dell'università. Buffy affronta il capo dei pellerossa e lo combatte con la sua stessa arma, solo con quella può ucciderlo. Il capo dei pellerossa si trasforma in un orso ma Xander lo distrae permettendo a Buffy di usare l'arma per infliggergli una ferita mortale, lo distrugge e così gli spiriti degli altri pellerossa svaniscono.
A fine episodio Buffy, Xander, Spike, Giles, Anya e Willow si godono una cena del ringraziamento in tranquillità, tuttavia Buffy rimane sconvolta quando Xander le rivela accidentalmente che Angel era tornato a Sunnydale per aiutarla.
- Nota. Questo episodio prosegue nella prima stagione della serie Angel nell'episodio Il ritorno di Buffy.
- Altri interpreti: Emma Caulfield (Anya Jenkins), Marc Blucas (Riley Finn), Mercedes McNab (Harmony Kendall), Leonard Roberts (Forrest Gates), Bailey Chase (Graham Miller), Tod Thawley (Hus), David Boreanaz (Angel), Mark Ankeny (Dean Guerrero), Margaret Easley (Curatore), William Vogt (Jamie).

## Qualcosa di blu
- Titolo originale: Something Blue
- Diretto da: Nick Marck
- Scritto da: Tracey Forbes

### Trama
Buffy e Riley fanno insieme un picnic e nonostante la Cacciatrice ammetta di provare un certo interesse per il ragazzo, confessa a Willow che non è nelle proprie intenzioni dargli una possibilità, quella con Angel è stata una relazione disfunzionale ma ormai lei non è capace di associare la passione alla stabilità, e il fatto che Riley sia un ragazzo affidabile e gentile è ciò che la frena dal voler stare con lui.
Ormai Buffy, Xander e Giles sono stufi dell'atteggiamento egocentrico di Willow, da quando Oz l'ha lasciata non fa che autocommiserarsi, tra l'altro Oz ha fatto ritirare la sua roba dal proprio dormitorio, ciò significa che probabilmente non ha intenzione di tornare a Sunnydale. Willow prova a superare il trauma con un incantesimo che dovrebbe darle la padronanza della propria emotività, Giles la rimprovera ritenendo che lei non sia ancora capace di controllare incantesimi di questo livello.
Infatti le sue preoccupazioni si rivelano fondate, Willow senza volerlo acquisisce il potere di far avverare ogni cosa con le sue parole senza rendersene conto, sentendosi trascurata dagli amici finisce inavvertitamente col rendere cieco Giles, fa in modo che Xander susciti attrattiva per i demoni e infine induce Spike e Buffy ad amarsi, al punto che i due iniziano a pianificare il loro matrimonio. Xander intuisce subito che Willow è la causa di questi strani eventi, la ragazza poi scompare e Anya deduce che a rapirla è stato D'Hoffryn, egli è a capo dei demoni della vendetta, Anya era un'umana quando lo conobbe, fece un incantesimo per punire il proprio amante e D'Hoffryn le propose di diventare un demone della vendetta.
D'Hoffryn aveva percepito il potere di Willow e infatti le offre la possibilità di diventare anche lei un demone della vendetta, ma la ragazza non solo rifiuta ma quando scopre i danni che ha fatto con la propria magia, usa un incantesimo per annullare il proprio sortilegio. D'Hoffryn comunque le regala il proprio medaglione, con esso potrà invocarlo qualora avesse bisogno di lui. Willow, per farsi perdonare dai propri amici, diventa con loro più gentile e servizievole, intanto Buffy, inorridita dal fatto che l'incantesimo di Willow l'avesse spinta a provare attrazione per un essere spietato come Spike, rivaluta i propri sentimenti per Riley, adesso vuole concedergli un'opportunità avendo capito che ciò di cui ha bisogno è una relazione stabile e matura.
- Altri interpreti: Emma Caulfield (Anya Jenkins), Marc Blucas (Riley Finn), Elizabeth Anne Allen (Amy Madison), Andy Umberger (D'Hoffryn)
- Musiche:
  - Al Bronze, mentre Willow balla, si sente All the Small Things dei blink-182
  - sempre al Bronze, quando Willow diventa triste, si sente Night Time Company di Sue Willett.

## L'urlo che uccide
- Titolo originale: Hush
- Diretto da: Joss Whedon
- Scritto da: Joss Whedon

### Trama
Buffy durante una lezione di Walsh fa un pensiero erotico su Riley, ma ad un tratto vede una bambina cantare, tra le mani tiene una scatola, la bambina preannuncia l'arrivo dei Gentiluomini e che reclameranno sette elementi. Willow intanto si unisce a un gruppo di ragazze dell'università che si dichiarano appartenere a una setta di streghe, tuttavia capisce che nessuna di loro conosce la magia, tra di loro una ragazza in particolare attira la sua attenzione: Tara Maclay, la quale si rivela timida e riservata. 
Ad un tratto tutti a Sunnydale perdono la voce, Buffy e i suoi amici indagano sulla faccenda così come il Commando. I Gentiluomini, che si rivelano essere dei demoni, uccidono la gente rubando i cuori delle persone, Giles fa delle ricerche spiegando a Buffy, Anya, Xander e Willow che i Gentiluomini sono esseri la cui storia è narrata nelle fiabe, giungono in una città e privano gli abitanti della loro voce, ciò che vogliono è rubare sette cuori umani. Le armi sono inefficaci contro i Gentiluomini, in passato l'urlo di una ragazza li uccise.
Nel dormitorio dell'università, Tara e Willow vengono attaccate dai Gentiluomini, le due ragazze si rifugiano nella lavanderia, Tara si rivela una vera strega e infatti lei e Willow si prendono per mano e con la magia bloccano la porta. Riley si rivela a Buffy come un membro del Commando, lui e la Cacciatrice affrontano insieme i Gentiluomini, Buffy vede che i demoni sono in possesso della scatola che aveva visto nella sua premonizione, fa cenno a Riley di distruggerla e infatti è attraverso la scatola che i Gentiluomini hanno rubato la voce ai cittadini, adesso tutti possono riavere la propria voce, Buffy quindi si mette a urlare e uccide i demoni.
Tara confessa a Willow che la propria madre è una strega, è da lei che ha imparato i fondamenti della magia, le due ragazze stringono subito amicizia, Willow è visibilmente felice di passare il suo tempo con lei. Buffy, nella propria camera da letto, trascorre qualche secondo di silenzio insieme a Riley, adesso entrambi hanno scoperto che ad unirli è la lotta contro i demoni.
- Altri interpreti: Emma Caulfield (Anya Jenkins), Marc Blucas (Riley Finn), Leonard Roberts (Forrest Gates), Phina Oruche (Olivia), Amber Benson (Tara Maclay), Brooke Bloom (Cheryl), Jessica Townsend (Cheryl), Lindsay Crouse (Prof. Maggie Walsh), Carlos Amezcua (Giornalista), Charlie Brumbly (Gentiluomo), Doug Jones (Gentiluomo), Don W. Lewis (Gentiluomo), Wayne Sable (Studente del primo anno), Elizabeth Thuax (Piccola ragazzina), Camden Toy (Gentiluomo), Andy Hallett (Studente [non accreditato]), Hallie Lambert (Studente in lacrime [non accreditato])
- Musiche:
  - Quando Giles nell'aula mostra ai ragazzi le diapositive si sente Danza Macabra di Camille Saint-Saëns.

## La fine del mondo
- Titolo originale: Doomed
- Diretto da: James A. Contner
- Scritto da: Marti Noxon, David Fury e Jane Espenson

### Trama
L'episodio riparte da dove si era conclusa la puntata precedente: Buffy e Riley devono discutere sulla loro situazione anche se Buffy ha già capito che Riley lavora per un'unità paramilitare che cattura i demone al fine di studiarli, gli confessa di essere la Cacciatrice. Buffy nota che Amy (la quale è ancora un topo) si sta agitando, poi si scatena un breve terremoto, temendo che ciò sia avvisaglio di qualche sventura. 
Forrest confessa a Riley che aveva sentito alcune storie sulla Cacciatrice ma credeva che fosse solo una leggenda. Intanto fanno la loro comparsa tre demoni Vahrall, vogliono sterminare il genere umano aprendo la Bocca dell'Inferno tra le macerie del liceo di Sunnydale, hanno bisogno di tre elementi, il primo è il sangue umano e lo ottengono uccidendo e dissanguando un ragazzo il cui cadavere viene ritrovato da Willow a una festa, il secondo sono le ossa di un bambino prelevate da una cripta al cimitero, manca solo il terzo elemento ovvero la "Parola di Valios".
Riley tenta di conquistare Buffy ritenendo che il fatto che entrambi lottano contro i demoni dovrebbe unirli, ma lei, ora che ha scoperto che Riley combatte i demone, non intende dargli un'opportunità, quando stava con Angel ha commesso l'errore di credere di poter conciliare l'amore con la lotta al male e non vuole fare nuovamente lo stesso sbaglio. Riley non condivide il suo punto di vista, ritenendo che lei si faccia semplicemente condizionare dalla propria negatività e vede nella solitudine una zona di conforto.
Spike si diverte a provocare Xander e Willow insinuando che il loro rapporto con Buffy è più sbilanciato di quanto non vogliano ammettere ritenendo che anche senza il loro aiuto la Cacciatrice sarebbe comunque riuscita a sconfiggere senza problemi tutti i nemici affrontati finora, al contrario invece senza Buffy quella di Xander e Willow sarebbe stata un'esistenza insignificante, aggiungendo inoltre che Xander non va all'università e che la sua è una vita senza prospettive mentre Willow non è stata in grado di tenere in piedi la sua storia con Oz.
I tre demoni Vahrall entrano in casa di Giles e lo aggrediscono, gli rubano la Parola di Valios che si rivela essere un talismano che Giles aveva comprato in passato a un'asta. Buffy, Riley, Spike, Willow e Xander raggiungono la Bocca dell'Inferno e affrontano i tre demoni, Spike scopre che pur non potendo nuocere agli umani, può comunque affrontare i demoni, e attacca un Vahrall gettando il suo corpo nella Bocca dell'Inferno dopo che un altro Vahrall vi si era già buttato, infatti affinché l'Apocalisse possa giungere i tre Vahrall devono gettarsi nella Bocca dell'Inferno. Il terzo demone si getta nella Bocca dell'Inferno ma Buffy lo segue a ruota, lo afferra e Riley li aiuta a tornare in superficie impedendo l'Apocalisse.
Spike si agita quando scopre che Riley appartiene al Commando, ma fortunatamente Riley non lo riconosce, in questo modo il vampiro evita di essere catturato nuovamente. Spike è euforico, dato che ora ha capito che può combattere perlomeno con i demoni, decide di schierarsi dalla parte di Buffy e dei suoi amici.
- Altri interpreti: Leonard Roberts (Forrest Gates), Bailey Chase (Graham Miller), Ethan Erickson (Percy West), Anthony Anselmi (Festeggiante), Anastasia Horne (Laurie)
- Musiche:
  - Durante la festa, quando Willow parla a Percy, si sente Hey dei The Hellacopters.

## Un uomo nuovo
- Titolo originale: A New Man
- Diretto da: Michael Gershman
- Scritto da: Jane Espenson

### Trama
È il diciannovesimo compleanno di Buffy e i ragazzi le preparano una festa a sorpresa. Durante la festa Giles si rende conto di essere ormai un uomo senza nulla da fare, disoccupato e di cui nessuno ha più bisogno. Walsh gli fa notare che lui non è una figura maschile che Buffy possa prendere come riferimento, così come il padre, e questa è la ragione per cui è diventata una ragazza indipendente così rapidamente.
Giles scopre che Riley e Walsh fanno parte di un'unità militare che combatte i demoni, ci rimane male nel constatare che Buffy, pur avendolo già saputo, avesse preferito dirlo solo agli amici e non a lui. Mentre, da solo, cerca di catturare un presunto demone, Giles si imbatte in Ethan con cui esce a bere un drink nonostante i loro vecchi dissapori. Ethan lo mette in guardia perché lui è a conoscenza delle operazioni del Commando, ritenendo che l'organizzazione militare porterà solo problemi. 
Spike si trasferisce in una cripta nella quale ora andrà a vivere, mentre Willow sperimenta un incantesimo con Tara, ma mentre praticano la magia qualcosa interferisce con l'incantesimo, si tratta di Ethan che ha trasformato Giles in un demone. Intanto Walsh si rivela soddisfatta nell'apprendere che Buffy è la Cacciatrice, ne aveva sentito parlare ma credeva che fosse solo un mito, constatando che, nonostante Buffy abbia lottato contro i demoni usando metodi rudimentali (al contrario del Commando che usa le tecnologie militari migliori) lei ha sconfitto più demoni dei soldati del Commando. Walsh propone a Buffy di unirsi al Commando.
Giles viene allontanato da tutti, il suo aspetto terrorizza le persone, inoltre si esprime in un idioma incomprensibile per gli umani. Spike lo incrocia per sbaglio rivelandosi l'unico a capirlo, gli spiega infatti che Ethan ha trasformato Giles in un demone Fyarl, lo stesso Spike in passato ne ha avuto alcuni al proprio servizio, il vampiro decide di aiutarlo a rintracciare Ethan.
I demoni Fyarl sono molto aggressivi, e infatti Giles inizia a faticare nel contenere i propri istinti feroci, quando vede per puro caso Walsh non resiste alla tentazione di spaventarla. Giles trova Ethan in un motel, sopraggiungono Buffy e Riley, a quel punto Ethan fa credere a Buffy che il demone Fyarl ha ucciso Giles, di conseguenza la Cacciatrice, spinta dalla rabbia, attacca il demone per ucciderlo, ignara che lui in realtà è il vero Giles, lo capisce però nel momento in cui lo guarda negli occhi. Riley affronta Ethan riuscendo a sottometterlo, a quel punto Ethan è costretto a usare un incantesimo per far tornare umano Giles.
Il Commando arresta Ethan, intanto Giles mette in guardia Buffy, è probabile che le preoccupazioni di Ethan non fossero necessariamente infondate, il Commando potrebbe creare in futuro dei problemi.
- Altri interpreti: Emma Caulfield (Anya Jenkins), Robin Sachs (Ethan Rayne), Amber Benson (Tara Maclay), Lindsay Crouse (Prof. Maggie Walsh), Michelle Ferrara (Madre), Elizabeth Payne (Cameriera)
- Musiche:
  - al bar mentre Ethan e Giles parlano si sente Lucky Man degli Emerson, Lake & Palmer.

## Il tranello
- Titolo originale: The I in Team
- Diretto da: James A. Contner
- Scritto da: David Fury

### Trama
Buffy è entrata a far parte del Commando, in effetti Walsh è compiaciuta nel constatare che la Cacciatrice è una combattente formidabile, capace di facilitare il lavoro operativo dei soldati in missione. Riley mostra a Buffy la base segreta del Commando dove vengono portati i demoni catturati, tentando di usare delle attrezzature per renderli innocui.
Willow tenta di mettere in guardia l'amica sul Commando, fondamentalmente non sanno niente sull'organizzazione, né tanto meno per quale motivo catturano i demoni. Walsh e il dottor Angelman stanno lavorando a un progetto: Adam, un ibrido in parte umano, in parte demone e in parte robot, attualmente è in fase di progettazione e infatti è in uno stato dormiente.
Walsh dà a Buffy e Riley l'incarico di catturare il demone Polgara, egli dall'avambraccio può far fuoriuscire un pungiglione, Riley e Buffy lo affrontano catturandolo, successivamente, travolti dalla passione, i due fanno l'amore, ignari che Walsh lo sta spiando tramite una videocamera. Intanto Graham e Forrest trovano Spike, quest'ultimo fugge, ma Graham gli spara.
Buffy prova a scoprire da Riley qualche informazione sul Commando, lui le spiega che è un'organizzazione che lavora per il governo, tuttavia sono poche le cose che conosce sul Commando, lui stesso venne avvicinato dall'organizzazione tramite un programma speciale di reclutamento. Walsh inizia a trovare irritante la curiosità di Buffy, sia Walsh che Angelman erano contanti che il Commando si avvalesse dell'aiuto della Cacciatrice, ma adesso preferiscono sbarazzarsi di lei vedendola come una minaccia.
Spike chiede aiuto a Giles, Willow, Anya e Xander, ha bisogno che estraggano il proiettile che Graham gli ha sparato, ma Xander scopre che è un localizzatore, infatti Riley, Graham e Forrest stanno venendo a catturarlo ma il localizzatore viene estratto e gettato nelle fogne, in modo da depistare i soldati. Walsh e Angelman trapiantano in Adam il braccio del demone Polgara, inoltre Walsh manda Buffy in missione da sola. Buffy scopre che è una trappola, l'attrezzatura che Walsh le ha dato era difettosa, voleva che i demoni a cui stava dando la caccia la uccidessero, ma Buffy riesce a sconfiggerli ugualmente e a ucciderli.
Buffy, intuendo il tranello escogitato da Walsh, attraverso la videocamera con la quale Walsh la teneva sotto controllo, la minaccia promettendole che riuscirà a fargliela pagare. Walsh decide di attivare Adam affinché quest'ultimo uccida Buffy, egli avendo il braccio del demone Polgara può usare il pungiglione d'osso e lo usa per uccidere Walsh chiamandola "mamma".
- Altri interpreti: Emma Caulfield (Anya Jenkins), Amber Benson (Tara Maclay), George Hertzberg (Adam), Leonard Roberts (Forrest Gates), Bailey Chase (Graham Miller), Jack Stehlin (Dr. Angelman), Lindsay Crouse (Prof. Maggie Walsh), Neil Daly (Mason), Lathan Crowe (Commando #1 [non accreditato])
- Musiche:
  - nella scena in cui Buffy e Riley combattono e fanno l'amore si sente Window to Your Soul dei Delerium.

## La fabbrica dei mostri
- Titolo originale: Goodbye Iowa
- Diretto da: David Solomon
- Scritto da: Marti Noxon

### Trama
Angelman fa credere ai soldati del Commando che il demone Polgara è ancora vivo e che ha ucciso Walsh, intanto Adam incontra un bambino e lo uccide con il proprio pungiglione, la notizia viene trasmessa al telegiornale, anche la morte del bambino viene imputata al Polgara. Riley va a casa di Giles scoprendo che lui e Buffy danno ospitalità a Spike riconoscendo in lui il vampiro che era fuggito dalla base. Buffy convince Riley a lasciare in pace Spike, tuttavia a causa della stima che Riley nutriva per Walsh egli non può credere che quest'ultima volesse realmente fare del male a Buffy, ingenuamente crede che ci sia stato un malinteso.
Quando Riley vede Buffy in un bar frequentato da demoni perde il controllo, arriva persino a tirare fuori la pistola, Buffy ha capito che Riley non sta bene, infatti si mette anche a sudare. Buffy lo aiuta a calmarsi, poi lei, Riley e Xander si infiltrano nella base del Commando, Buffy ascolta Angelman parlare con un collega scoprendo che l'organizzazione somministra segretamente dei farmaci ai soldati (questo spiega il pessimo stato di salute di Riley). Fa la sua comparsa Adam, il quale si rivela un demone artificiale, ma in parte umano e assemblato con parti robotiche, egli conferma a Riley che Walsh gli faceva assumere dei farmaci a sua insaputa.
Adam confessa che a crearlo è stata Walsh, egli ora cerca uno scopo a cui dedicare la propria esistenza, addirittura Walsh considerava Riley alla stregua di un figlio e dato che Adam considerava Walsh una madre arriva ad affermare che lui e Riley, in un certo qual modo, sono fratelli. Buffy, Xander e Riley affrontano insieme Adam, ma quest'ultimo si rivela un essere fortissimo, li sconfigge tutti con estrema facilità e ferisce Riley con il proprio pungiglione oltre a uccidere Angelman.
Adam scappa mentre Graham e Forrest prestano soccorso a Riley. Spike intanto viene picchiato da alcuni demoni dato che si è sparsa la voce che lui ora fiancheggia Buffy, la Cacciatrice, infatti Spike non è più il benvenuto nella comunità demoniaca. Buffy è preoccupata, Walsh creando Adam ha fatto di lui un combattente perfetto oltre che malvagio, egli è più forte della Cacciatrice e lei non ha idea di come batterlo.
- Altri interpreti: Emma Caulfield (Anya Jenkins), Amber Benson (Tara Maclay), George Hertzberg (Adam), Leonard Roberts (Forrest Gates), Bailey Chase (Graham Miller), Jack Stehlin (Dr. Angelman), J.B. Gaynor (Ragazzino), Saverio Guerra (Willy the Snitch), Karen Charnell (Signora sospettosa), Andy Marshall (Scienziato #1), Paul Nygro (Demone rozzo), Amy Powell (Giornalista), Lathan Crowe (Guidatore di Hummer [non accreditato])
- Musiche:
  - al locale di Willy si sente Romeo Had Juliette di Lou Reed.

## La ragazza dell'anno
- Titolo originale: This Year's Girl
- Diretto da: Michael Gershman
- Scritto da: Douglas Petrie

### Trama
Riley viene curato e torna da Buffy, quest'ultima intanto deve capire come affrontare Adam, non può batterlo con le proprie forze, inoltre trova il cadavere di un demone sventrato, è stato Adam a ucciderlo, sta cercando di capire come funziona l'anatomia dei demoni. Faith è ancora in coma, tenuta in osservazione nella clinica ospedaliera, fa incubi su Buffy finché non si risveglia.
Faith incontra una ragazza la quale le spiega che il giorno del diploma (nella battaglia contro Wilkins) alcuni studenti morirono, ma anche il preside Snyder e il sindaco Wilkins. Faith picchia la ragazza e le ruba i vestiti, la polizia si mette sulle sue tracce dato che su Faith pendono dei capi d'accusa di omicidio. L'infermiera che si occupava di Faith lavora per gli Osservatori avvisandoli del risveglio della Cacciatrice, quindi gli Osservatori mandano una squadra per catturarla.
Quando Buffy viene avvertita del risveglio di Faith cerca di capire insieme ai suoi amici come gestire la situazione, infatti non possono limitarsi a farla arrestare perché per la polizia contenere Faith sarebbe impossibile, probabilmente la cosa migliore è lasciare che sia il Commando a occuparsi di lei. Un demone consegna a Faith una busta da parte di Wilkins, la ragazza uccide il demone e vede che all'interno della busta c'è una videocassetta, dove Wilkins le spiegava che, avendo messo in conto che probabilmente egli sarebbe morto, aveva preparato per Faith un oggetto magico sapendo che al suo risveglio per lei sarebbe stato difficile rimettere in sesto la propria vita.
Faith va a casa di Joyce e la prende in ostaggio, arriva Buffy che affronta la sua rivale ma Faith usa l'oggetto magico che Wilkins le aveva lasciato che le permette di scambiare il proprio corpo con quello di Buffy, infine Faith colpisce Buffy con un violento pugno facendole perdere i sensi, arriva la polizia che arresta Faith nel cui corpo in realtà c'è lo spirito di Buffy, mentre Faith (nel corpo di Buffy) ora è libera.
- Altri interpreti: Kristine Sutherland (Joyce Summers), Amber Benson (Tara Maclay), Leonard Roberts (Forrest Gates), Bailey Chase (Graham Miller), Chet Grissom (Detective), Alastair Duncan (Collins), Harry Groener (Sindaco Richard Wilkins), Eliza Dushku (Faith), Jack Esformes (Dottore), Mark Gantt (Demone), Brian Hawley (Orderly), Kimberly McRae (Visitatore), Kevin Owers (Smith), Jeff Ricketts (Weatherby), Sara Van Horn (Infermiera Porter);

## Chi sei?
- Titolo originale: Who Are You?
- Diretto da: Joss Whedon
- Scritto da: Joss Whedon

### Trama
Adesso che Faith e Buffy si sono scambiate i corpi quest'ultima viene presa in custodia dalla polizia che le inietta un sedativo, arrivano Collins, Smith e Weatherby, i membri della squadra operativa del consiglio degli Osservatori che la rapiscono. Faith, nel corpo di Buffy, si prepara a lasciare il paese, ma prima si vuole godere un po' di svago con l'identità di Buffy.
Al Bronze, Willow presenta Tara a Buffy (ignara che quella è Faith) la faccenda diventa imbarazzante quando Faith, con un atteggiamento provocatorio, conversa con Tara facendole capire che ha compreso che a legarla a Willow non è l'amicizia, ma l'attrazione. Tara rimane sconvolta, non tanto per le parole con cui si è rivolta a lei, ma per ciò che ha percepito, spiegando a Willow che tra il corpo e la mente di una persona c'è un flusso a legarli, ma quello di Buffy era sconnesso, intuendo che quella non è la vera Buffy.
Collins decide di uccidere Faith, ovvero Buffy, sparandole, ma la Cacciatrice lo mette fuori combattimento e poi scappa. Intanto Faith, ancora nel corpo di Buffy, uccide un vampiro che stava per fare del male a una ragazza, ciò sembra risvegliare la sua emotività. Faith, approfittando del fatto che possiede il corpo di Buffy, fa l'amore con Riley, la cosa si complica quando lui le confessa di amarla, mettendola a disagio.
Adam si presenta a un gruppo di vampiri, i quali rimangono affascinati da lui e dal suo senso di consapevolezza, accettano di unirsi ad Adam il quale afferma di volerli aiutare a elevare il loro pieno potenziale. Buffy, intanto, nel corpo di Faith, va a casa di Giles spiegandogli la situazione, arrivano Tara e Willow che con la magia hanno creato un katra per Buffy consegnandoglielo, con esso riavrà il suo corpo.
I vampiri di Adam prendono in ostaggio i membri di una parrocchia, la notizia finisce sui telegiornali, Faith non ha il coraggio di abbandonare quelle persone e decide dunque di andare a salvarle, e con lei Riley dal momento che egli frequenta la parrocchia. Riley e Faith uccidono i vampiri liberando gli ostaggi, l'unico rimasto è il capo dei vampiri che affronta Faith riuscendo a sottometterla, ma arriva Buffy che lo uccide e con il katra lei e Faith riprendono possesso dei loro rispettivi corpi, infine Faith scappa via.
Anche se tutto sembra risolversi per il meglio, Buffy rimane sconcertata quando scopre che Riley aveva fatto sesso con  Faith mentre era nel suo corpo. Faith fugge da Sunnydale in treno, dal suo sguardo assente è ovvio che prova rimorso per i suoi orribili comportamenti.
- Altri interpreti: Emma Caulfield (Anya Jenkins), Kristine Sutherland (Joyce Summers), Amber Benson (Tara Maclay), Leonard Roberts (Forrest Gates), George Hertzberg (Adam), Chet Grissom (Detective), Alastair Duncan (Collins), Eliza Dushku (Faith/Buffy), Jennifer Albright (Date), Kevin Owers (Smith), Amy Powell (Giornalista), Jeff Ricketts (Weatherby), Rick Scarry (Sergente), Rick Stear (Boone), Craig Patton (Dottore del pronto soccorso [non accreditato])
- Musiche:
  - al Bronze mentre Faith nel corpo di Buffy balla si sente Vivian dei Nerf Herder
  - sempre al Bronze, mentre Faith nel corpo di Buffy parla a Spike, si sente Watching Me Fall dei The Cure.

## Superstar
- Titolo originale: Superstar
- Diretto da: David Grossman
- Scritto da: Jane Espenson

### Trama
Tutto il mondo adora Jonathan Levison, egli è venerato a livello mondiale, infatti è laureato in medicina, ha inventato Internet ed è in contemporanea un attore cinematografico, vive in una lussuosa villa e si è preso il merito di aver ucciso il Maestro e Wilkins, benché Buffy sia la Cacciatrice adesso è una ragazza insicura, Jonathan è ritenuto persino migliore di lei nella lotta ai demoni, persino il Commando si rivolge a lui per stanare Adam. 
Jonathan studiando i progetti di Walsh scopre che Adam è alimentato da una batteria a uranio, la sua riserva energetica è illimitata. Buffy e Riley sono ancora in crisi per quello che è accaduto con Faith, in effetti Jonathan parla a entrambi mettendo in evidenza i loro problemi di coppia: Buffy in parte reputa Riley colpevole di non aver riconosciuto Faith quando aveva preso possesso del suo corpo tradendola, mentre Riley finora non ha mai avuto il coraggio di rivelare a Buffy che lei è la sola ragazza della sua vita.
Una fan di Jonathan, Karen, viene attaccata da un demone e riesce a scappare. Quando Karen descrive l'aspetto del demone, in particolare il triangolo disegnato sulla fronte del mostro, Jonathan lo liquida come un demone innocuo. Buffy è però sconcertata dalla risposta di Jonathan, sospetta che lui nasconda qualcosa. Adam ha capito che Jonathan non è la persona venerata che tutti credono, intuisce che la percezione che la gente ha di lui è stata alterata dalla magia, ma non intende intromettersi.
Buffy fa notare ai suoi amici che Jonathan ha conquistato ogni risultato immaginabile con troppa facilità e che ciò è innaturale, Riley si fida del giudizio della propria fidanzata sapendo che essendo lei la Cacciatrice percepisce la realtà in maniera diversa dalla loro, dato che Anya era un demone della vendetta lei spiega che non è impossibile usare la magia per creare un mondo parallelo distorcendo la percezione della realtà. Notano che Jonathan ha un marchio sulla propria scapola sinistra, identico a quello che il demone aveva sulla fronte.
Willow e Giles capiscono che il mondo che loro percepiscono è solo un'illusione, Jonathan ha usato un incantesimo per trasformarsi in un modello di paragone assoluto, ecco perché tutti non fanno che idolatrarlo, l'incantesimo per bilanciarsi ha generato il demone, se il demone muore anche l'incantesimo di Jonathan svanirà e il mondo tornerà come prima. Spike rivela a Buffy che il demone si nasconde in una caverna, era il covo di alcuni vampiri che il demone ha cacciato via, Buffy affronta il demone che però riesce a batterla ma, proprio quando stava per ucciderla, Jonathan la salva uccidendo il demone buttandolo in un dirupo.
Con la morte del demone il mondo ritorna alla normalità, ora tutti sono arrabbiati con Jonathan per ciò che ha fatto. Jonathan confessa a Buffy che quando lei gli impedì il suicidio al liceo si unì a un gruppo di auto-aiuto ed e lì che gli suggerirono l'incantesimo di distorsione della realtà. Buffy gli fa capire che non può conquistare l'ammirazione altrui per meriti che non gli appartengono, ma ha apprezzato l'aiuto che le ha dato con Riley, adesso lei e il suo fidanzato possono finalmente riconciliarsi.
- Altri interpreti: Emma Caulfield (Anya Jenkins), Danny Strong (Jonathan Levinson), Amber Benson (Tara Maclay), Bailey Chase (Graham Miller), Rob Benedict (Jape), John Saint Ryan (Colonnello George Havilland), George Hertzberg (Adam), Adam Clark (Poliziotto), Julie Costello (Ilsa), Shawnie Costello (Inga), Erica Luttrell (Karen), Brad Kane (Voce cantante di Jonathan Levinson [voce; non accreditato])
- Nota. Per questa puntata la sigla d'apertura è stata modificata per includere scene di Jonathan che appare come un eroe, affascinante e vincente, risultando il vero protagonista.

## La casa stregata
- Titolo originale: Where the Wild Things Are
- Diretto da: David Solomon
- Scritto da: Tracey Forbes

### Trama
Buffy e Riley, durante una ronda notturna, affrontano un vampiro, ma inaspettatamente viene aiutato da un demone, i due si li affrontano e Buffy uccide il demone mentre Riley elimina il vampiro. Giles trova strano che quel demone facesse squadra col vampiro, infatti i demoni non simpatizzano per i vampiri dato che essi sono in parte umani, ipotizzando che dietro tutto ciò ci sia Adam, sta creando un gruppo coeso dove i vampiri e i demoni si spalleggiano.
Buffy e Riley trascorrono tutto il loro tempo libero a fare l'amore, nella camera da letto di Riley. Spike è decisamente frustrato, per colpa del chip che il Commando ha trapiantato nel suo cervello non può più fare del male agli umani. Riley, Graham e Forrest decidono di organizzare una festa alla Lowell House, il dormitorio dove alloggio posizionato sopra la base segreta del Commando, alla festa partecipano anche Buffy, Xander, Spike, Willow, Tara e Anya.
Durante la festa Buffy e Riley si chiudono in camera da letto a fare sesso, intanto stanno accadendo cose strane: tutti percepiscono uno strano piacere sessuale, inoltre una ragazza inizia a radersi completamente la testa, Anya vede un fantasma e Graham si mette a delirare. Come se non bastasse si scatena un terremoto e tutti fuggono via, Graham e Forrest si mettono al riparo attraverso il passaggio segreto che porta alla base del Commando. Xander e Willow tentano di far uscire anche Buffy e Riley ma loro due sono così concentrati a fare l'amore da ignorare tutto il resto.
Ormai è evidente che la Lowell House è infestata da una presenza mistica, quindi si rivolgono a Giles, fanno delle ricerche e Willow scopre che in passato la Lowell House tra il 1949 e il 1960 era un centro di accoglienza per bambini senza tetto e sbandati, a dirigerlo era una donna di nome Genevive, ma sembra che tutto ciò non abbia a che vedere con un fantasma perché nessuno è deceduto alla Lowell House, persino la direttrice Genevive è ancora viva.
Giles, Xander e Anya parlano con Genevive scoprendo che lei è una donna cattiva con una mente deviata, quando dirigeva la casa di accoglienza puniva i ragazzi perché trovava deplorevoli i loro impulsi sessuali o il desiderio delle ragazze di esprimere la loro femminilità, e dunque erano costretto a reprimere i loro desideri. Adesso Giles ha capito che la Lowell House è infestata dal desiderio sessuale che per anni quei poveri ragazzi hanno represso, quello che aveva visto Anya non era un fantasma ma solo un'essenza, un poltergeist che si sta nutrendo dell'intesa sessuale tra Riley e Buffy, loro due sono posseduti e questo spiega perché sono schiavi della passione, e il poltergeist si nutre proprio del loro reciproco desiderio sessuale.
Il poltergeist, che rappresenta gli istinti sessuali repressi da quei ragazzi, si è risvegliato a causa del desiderio e della passione che Buffy e Riley provano l'una per l'altro, sono loro due a dare potere al poltergeist di conseguenza Anya e Xander intuiscono che quando avranno raggiunto l'apice del piacere moriranno. Giles, Tara e Willow con un incantesimo attirano l'attenzione del poltergeist mentre Anya e Xander entrano nella Lowell House e interrompono il rapporto sessuale tra Buffy e Riley eliminando così il potere del poltergeist.
- Altri interpreti: Emma Caulfield (Anya Jenkins), Amber Benson (Tara Maclay), Leonard Roberts (Forrest Gates), Bailey Chase (Graham Miller), Kathryn Joosten (Genevive Holt), Jeri Austin (Ragazza che corre), James M. Connor (Scienziato), Bryan Cuprill (Roy), Neil Daly (Mason), David Engler (Tipo di Initiative), Casey McCarthy (Julie), Danielle Pessis (Christy), Jeffrey Sharmat (Ragazzo che annega), Jeff Wilson (Evan)
- Musiche:
  - mentre Xander e Anya litigano si sente The Devil You Know dei Face to Face
  - la canzone che Giles canta al bar è Behind Blue Eyes dei The Who.

## Luna nuova
- Titolo originale: New Moon Rising
- Diretto da: James A. Contner
- Scritto da: Marti Noxon

### Trama
Oz ritorna a Sunnydale, sta prendendo in considerazione l'idea di rifrequentare l'università, quando Riley scopre che è un licantropo rimane sconcertato all'idea che lui e Willow stavano insieme, non concepisce l'idea che una ragazza sia attratta da un individuo di natura demoniaca; tale affermazione infastidisce Buffy, anche perché lei non gli ha mai rivelato di aver avuto una relazione con Angel, un vampiro.
Adam va a trovare Spike nella sua cripta, gli propone un accordo: gli farà rimuovere il chip nel cervello che il Commando gli ha trapiantato, invece il vampiro deve aiutarlo a indebolire Buffy, avendo capito che lei è il campione su cui il genere umano fa affidamento.
Tara non si sente a suo agio all'idea che Oz e Willow si rimettano insieme, intanto Oz passeggia con Willow in piena notte facendole notare che c'è la luna piena, infatti la ragazza non se ne era accorta, e tuttavia Oz non si sta trasformando in un lupo mannaro. Oz le spiega che ha viaggiato in Romania, lì incontrò uno stregone che lo indirizzò in Tibet dove ha appreso delle tecniche di meditazione oltre a sottoporsi a degli incantesimi, adesso può dominare il licantropo che c'è in lui. Oz vuole chiaramente tornare con Willow pur non volendo forzarla. 
Willow confessa a Buffy che sta provando dei sentimento per Tara, la Cacciatrice è sorpresa da tale rivelazione, Oz è ancora importante per Willow e infatti Buffy ha compreso che l'irrisolutezza dell'amica è dovuta alla paura di scegliere la persona con cui stare sapendo che l'altra ne soffrirà. Willow si chiarisce con Tara, per tanto tempo ha sperato che Oz tornasse da lei, ma dopo averla conosciuta ha ritrovato la felicità finendo con l'abbracciarla.
Oz, tra i corridoi dell'università, incrocia Tara, sente addosso a lei l'odore di Willow, capisce che tra le due ragazze c'è qualcosa, si arrabbia e supplica Tara di scappare sapendo che non riuscirà a frenare la sua sete omicida, infatti si trasforma in un licantropo, cerca di aggredirla ma interviene Riley che gli spara un tranquillante. Il Commando cattura Oz e lo portano nella loro base, Riley trova ingiusto che lo tengano in custodia contro la sua volontà, tenta di farlo fuggire ma pure Riley viene catturato.
Buffy, Willow, Spike e Xander entrano nella base e aiutano Riley e Oz a fuggire. Dopo quanto accaduto Buffy finalmente trova il coraggio di confessare a Riley che in passato aveva avuto una relazione con un vampiro. Oz decide di lasciare Sunnydale, ha capito di aver sbagliato a tornare perché, il fatto che ha quasi ucciso Tara è la conferma che non è cambiato. Ora ha capito quanto sia stato ingenuo a credere che Willow lo avrebbe aspettato, tuttavia lei confida che le loro strade si incroceranno in futuro perché Oz è una parte di lei.
Mentre Tara è nella propria camera da letto viene raggiunta da Willow, a quel punto Tara le dice «Devi stare con la persona che ami» e infatti Willow ha scelto lei, si scusa con Tara per averla fatta soffrire a causa della presenza di OZ ma adesso ha capito che lei è l'unica persona che ama veramente. 
- Altri interpreti: Emma Caulfield (Anya Jenkins), Amber Benson (Tara Maclay), Leonard Roberts (Forrest Gates), Bailey Chase (Graham Miller), Rob Benedict (Jape), Conor O'Farrell (Colonnello McNamara), George Hertzberg (Adam), Seth Green (Oz), James M. Connor (Scienziato #1), Mark Daneri (Scienziato #2), Doron Keenan (Commando #2)
- Questa puntata non fu trasmessa su Italia 1 durante la prima trasmissione italiana della quarta stagione. Fu poi trasmessa durante le repliche della quarta stagione nel 2004.[senza fonte]

## Il seme della discordia
- Titolo originale: The Yoko Factor
- Diretto da: David Grossman
- Scritto da: Douglas Petrie

### Trama
Buffy ritorna da Los Angeles dopo il confronto con Angel, tra lei e Riley c'è della tensione, anche perché quest'ultimo ancora non accetta che la ragazza che ama abbia avuto una relazione con un vampiro. Xander rivela a Riley che Angel in passato era stato malvagio dopo che Buffy si era concessa a lui, perché la maledizione fa sì che il vampiro perda la propria anima quando egli raggiunge la piena felicità.
Adam chiede a Spike come sconfiggere Buffy, il vampiro gli spiega che la variabile sono i suoi amici, ritenendo che isolandola da loro Buffy sarà più vulnerabile. Spike intuisce che Tara e Willow stanno insieme e dunque ne approfitta per provocare quest'ultima facendole credere che Buffy e Xander parlano male di sia di lei che di Tara, inoltre mente a Xander dicendogli che le sue amiche non lo reputano alla loro altezza, inoltre riesce a far credere a Giles che ormai Buffy lo vede solo come un fallito.
Buffy e Forrest danno la caccia ad Adam e lo trovano, tuttavia le armi date in dotazione dal Commando sono inefficaci contro di lui, uccide Forrest e mette Buffy in fuga. Angel torna a Sunnydale, vuole parlare con Buffy, ha persino un violento scontro con Riley il quale lo considera un soggetto pericoloso. Tuttavia Angel vuole solo chiarirsi con Buffy in seguito al comportamento scorretto che ha avuto nei suoi confronti quando lei è stata a Los Angeles. Anche se Angel non prende Riley in simpatia, accetta con rassegnazione che lui e Buffy stanno insieme.
Buffy litiga con i suoi amici quando capiscono che non vuole il loro aiuto nell'imminente lotta con Adam, ormai è da tempo che nel gruppo si è venuta a creare troppa distanza, in particolare Willow e Xander non accettano che lei debba sempre prendere il comando reputandosi migliore di loro. Riley raggiunge Adam nel suo nascondiglio, quest'ultimo afferma che già da tempo lo stava aspettando.
- Altri interpreti: Emma Caulfield (Anya Jenkins), Amber Benson (Tara Maclay), Leonard Roberts (Forrest Gates), Conor O'Farrell (Colonnello McNamara), George Hertzberg (Adam), David Boreanaz (Angel), Jade Carter (Luogotenente), Bob Fimiani (Mr. Ward)
- Musiche:
  - in una scena a inizio puntata, Giles , accompagnato solo da una chitarra, canta una versione acustica di Free Bird dei Lynyrd Skynyrd.

## Forza primordiale
- Titolo originale: Primeval
- Diretto da: James A. Contner
- Scritto da: David Fury

### Trama
Adam è riuscito ad attirare verso di sé Riley grazie ad un chip che la professoressa Walsh aveva messo vicino al cuore del ragazzo, infatti anche se Riley non vuole lavorare con lui inevitabilmente ubbidisce ai suoi ordini. Adam spiega a Riley che Walsh desiderava creare una stirpe perfetta, i demoni sono ancorati alle loro tradizioni e non sanno integrarsi nel mondo moderno mentre gli umani sono deboli per colpa della loro emotività, infatti Adam vuole portare a termine il proprio piano: far in modo che vi sia una strage di demoni e umani al Commando, in modo da poter creare un esercito di Demonoidi come lui. Adam ci tiene che Riley sia partecipe di ciò perché lo reputa un fratello.
Adam mostra a Riley il laboratorio dove ha riportato in vita come esseri meccanici Walsh e Angelman, ormai ridotti a essere dei semplici automi, inoltre anche Forrest viene riportato in vita, egli è più simile ad Adam essendo ora in parte anche un demone e una macchina, lui infatti è un essere senziente, adora non essere più umano e desidera che Riley diventi come loro.
Buffy si riconcilia con Giles, Xander e Willow quando capiscono che Spike ha seminato discordia tra loro con delle bugie, intuiscono che Spike e Adam lavorano insieme. Buffy si prepara a raggiungere la base del Commando insieme al gruppo, sa che Adam sarà lì ad attenderla, ma il problema è la consapevolezza di non poterlo battere quando lo affronterà, Willow ritiene che forse è la magia l'arma migliore da usare contro di lui, tuttavia Willow come strega non è abbastanza potente da affrontarlo. Giles però, attraverso un commento fatto da Xander, ha un'idea, ha capito come sconfiggere il nemico.
Buffy, Giles, Xander e Willow entrano nella base del Commando, comunque Buffy si scusa con Willow ammettendo che, indipendentemente dalle manipolazioni di Spike, lei si è realmente allontanata dagli amici, è diventata troppo egocentrica e ora vuole solo risanare la loro amicizia. Dal momento che Spike non è riuscito ad allontanare Buffy dai suoi amici, Adam non ritiene più necessario rispettare l'accordo e dunque decide di uccidere il vampiro, Forrest attacca Spike che però riesce a fuggire. Adam manomette il sistema operativo del Commando e apre le celle dove i demoni erano imprigionati, a quel punto i demoni e i soldati si danno battaglia.
Riley con un pezzo di vetro riesce a estrarre il chip dal proprio nervo toracico, ora non è più sotto il controllo di Adam, di conseguenza uccide Angelman e Walsh, poi affronta Forrest il quale muore quando fa esplodere accidentalmente una bombola di gas infiammabile venendo coinvolto in pieno dall'esplosione. Intanto Buffy stana Adam e lo affronta mettendolo in difficoltà, ma non è abbastanza forte da batterlo, anche perché Adam ha apportato delle migliorie al proprio corpo meccanico. Willow, seguendo le istruzioni di Giles, usa l'Incantesimo Unificante evocando il potere della Cacciatrice, quello che ha dato forza alla Prima Cacciatrice e a tutte quelle successive, tramite l'incantesimo Willow, Giles e Xander donano la loro forza a Buffy unificando i loro spiriti: non solo Buffy è più forte ma sa parlare anche le lingue morte e praticare magie, Adam non è più in grado di tenerle testa, infine Buffy lo uccide strappandogli via il suo generatore energetico dal torace con la mano facendolo poi dissolvere.
Dopo la morte di Adam, i soldati vengono portati in salvo da Buffy e i suoi amici evacuando la base, il governo decide di insabbiare la faccenda, lo scopo del Commando era catturare i demoni e usare la loro forza per scopi militare ma ormai hanno capito che l'esperimento è stato un fallimento.
- Altri interpreti: Emma Caulfield (Anya Jenkins), Leonard Roberts (Forrest Gates), Amber Benson (Tara Maclay), Bailey Chase (Graham Miller), Jack Stehlin (Dr. Angelman), Conor O'Farrell (Colonnello McNamara), George Hertzberg (Adam), Lindsay Crouse (Prof. Maggie Walsh), Bob Fimiani (Mr. Ward), Johnny Keese (Dixon)

## Sonni agitati
- Titolo originale: Restless
- Diretto da: Joss Whedon
- Scritto da: Joss Whedon

### Trama
Dopo la vittoria su Adam, Buffy, Xander, Willow e Giles si ritrovano a casa di Buffy per rilassarsi davanti alla televisione. I quattro si addormentano rapidamente e fanno dei sogni inquietanti.
Willow sogna di essere tornata ai tempi del liceo, quando era una ragazza timida e snobbata da tutti. Mentre viene derisa dalla sua classe (nella quale vi sono anche le sue attuali conoscenze, come Oz, Anya e Tara), Willow viene attaccata da una donna primitiva, che la prosciuga magicamente della sua forza vitale.
Nel suo sogno, Xander riceve avance da Joyce, Willow e Tara, ma in ogni suo tentativo di raggiungerle finisce per ritrovarsi sempre nello scantinato dei suoi genitori, dove vive in affitto. Dopo diversi tentativi di lasciare lo scantinato, viene raggiunto dalla donna primitiva, la quale gli strappa il cuore dal petto.
Durante un sogno in cui porta Buffy al parco divertimenti, Giles si accorge di essere inseguito da una misteriosa presenza. Si ritrova al Bronze, dove Xander e Willow lo avvertono del loro aggressore. Giles si esibisce in una canzone nella quale dà indicazioni a Xander e Willow su come affrontare l'entità malevola, ma l'impianto audio si rompe ed è costretto a rifugiarsi dietro le quinte. Qui viene raggiunto dall'inseguitrice, che gli apre il cranio in due.
Nel suo sogno, Buffy riceve criptiche indicazioni da Tara circa la natura del loro aggressore. In un deserto, Buffy incontra la donna primitiva e capisce che si tratta della Prima Cacciatrice. Questa si mostra indignata per il modo in cui Buffy vive la sua condizione di Cacciatrice, affidandosi ai suoi amici e coltivando abitudini da ragazza normale, e le dice che nella sua vita non dovrebbe esserci altro che lo sterminio continuo di demoni, in totale solitudine. Le due si scontrano, ma alla fine Buffy capisce che il solo modo per sconfiggere l'avversaria è ignorarla e considerare l'intera faccenda nient'altro che un sogno.
I quattro amici si svegliano e discutono dei rispettivi sogni. Giles capisce che la Prima Cacciatrice ha cercato di ucciderli perché loro l'hanno invocata durante l'incantesimo che hanno usato per sconfiggere Adam. Durante tale incantesimo, i quattro avevano unito le loro essenze, dimostrando disprezzo per la solitudine predicata dalla Prima Cacciatrice.
- Altri interpreti: Emma Caulfield (Anya Jenkins), Kristine Sutherland (Joyce Summers), Amber Benson (Tara Maclay), Mercedes McNab (Harmony Kendall), David Wells (Uomo di formaggio), Michael Harney (Padre di Xander), George Hertzberg (Adam), Seth Green (Oz), Armin Shimerman (Preside Snyder), Rob Boltin (Soldato), Sharon Ferguson (Prima Cacciatrice), Phina Oruche (Olivia), Christophe Beck (Pianista [non accreditato]), James M. Connor (Scienziato #1 [non accreditato])